# Orobiocassis
Orobiocassis là một chi bọ cánh cứng trong họ Chrysomelidae.
Chi này được miêu tả khoa học năm 1934 bởi Spaeth.

## Các loài
Chi này gồm các loài:
- Orobiocassis gabonicola (Spaeth, 1933)